# Harold Nicolson
Harold Nicolson, född 21 november 1886 i Teheran i Iran, död 1 maj 1968 på Sissinghurst Castle i Kent, var en brittisk diplomat, politiker och författare.

## Biografi
Harold Nicolson var son till Arthur Nicolson, 1:e baron Carnock och föddes i Teheran där fadern var stationerad som diplomat. Familjen var aristokratisk och fadern baron. Han fick sin akademiska utbildning vid universitet i Oxford.
Han verkade som diplomat fram till 1929, då han helt övergick till att ägna sig åt författarskapet. Nicolson författade intelligenta och välskrivna litteraturhistoriska arbeten om Paul Verlaine (1921), Alfred Tennyson (1923), Lord Byron (1924) och Algernon Swinburne (1926), en biografi över fadern 1930, flera romaner med mera. Störst uppmärksamhet väckte han med Peacemaking 1919 (1933, svensk översättning Anno 1919), där han skildrade sina intryck från fredskonferensen i Paris och Versailles 1919, där han deltog som brittisk delegerad i underordnad ställning. Den är en viktig historisk källskrift.
Harold Nicolson var gift med Vita Sackville-West. Deras äktenskap skildras ingående i Portrait of a Marriage (1971; Porträtt av ett äktenskap, översättning Magnus K:son Lindberg, Bonnier, 1974) av sonen Nigel Nicolson.

### Utmärkelser
- Hedersdoktor vid Grenobleuniversitetet,  1949[15]
- Förbundsrepubliken Tysklands förtjänstorden - stora kommendörskorset med stjärna
- Companion av Sankt Mikaels och Sankt Georgsorden
- Knight Commander av Victoriaorden

[Redigera Wikidata]

## Böcker på svenska
- Anno 1919: hur freden gjordes (Peacemaking 1919) (översättning Ragnar Svanström, Bonnier, 1933)
- Efter Versaillesfreden: lord Curzon och efterkrigsdiplomatin (Curzon: the last phase: a study in post war diplomacy) (översättning Ragnar Svanström, Bonnier, 1935)
- Statsmän emellan (Public faces) (översättning Gunnar Nachmanson, Geber, 1936)
- Helens torn: en engelsk diplomats liv: Frederick Blackwood, markis av Dufferin and Ava (Helen's tower) (översättning Torsten Nordström, Bonnier, 1939)
- Varför England är i krig (Why Britain is at war) (översättning Hjalmar Frisell och Gustaf Witting, Natur och kultur, 1940). 2. översedda uppl. 1945
- Handbok i diplomati (Diplomacy) (översättning Åke Malmström, Natur och kultur, 1940)
- Tal till Sverige: Englands krigsmål (anonym översättning?, Natur och kultur, 1941)
- Önskan att behaga: en historia om Hamilton Rowan och de förenade irländarna (The desire to please) (översättning Nils Holmberg, Bonnier, 1944)
- Engelsk kavalkad: dagböcker och brev. 1930-1941 (översättning Magnus K:son Lindberg, Norstedt, 1967)